# 気象衛星センター

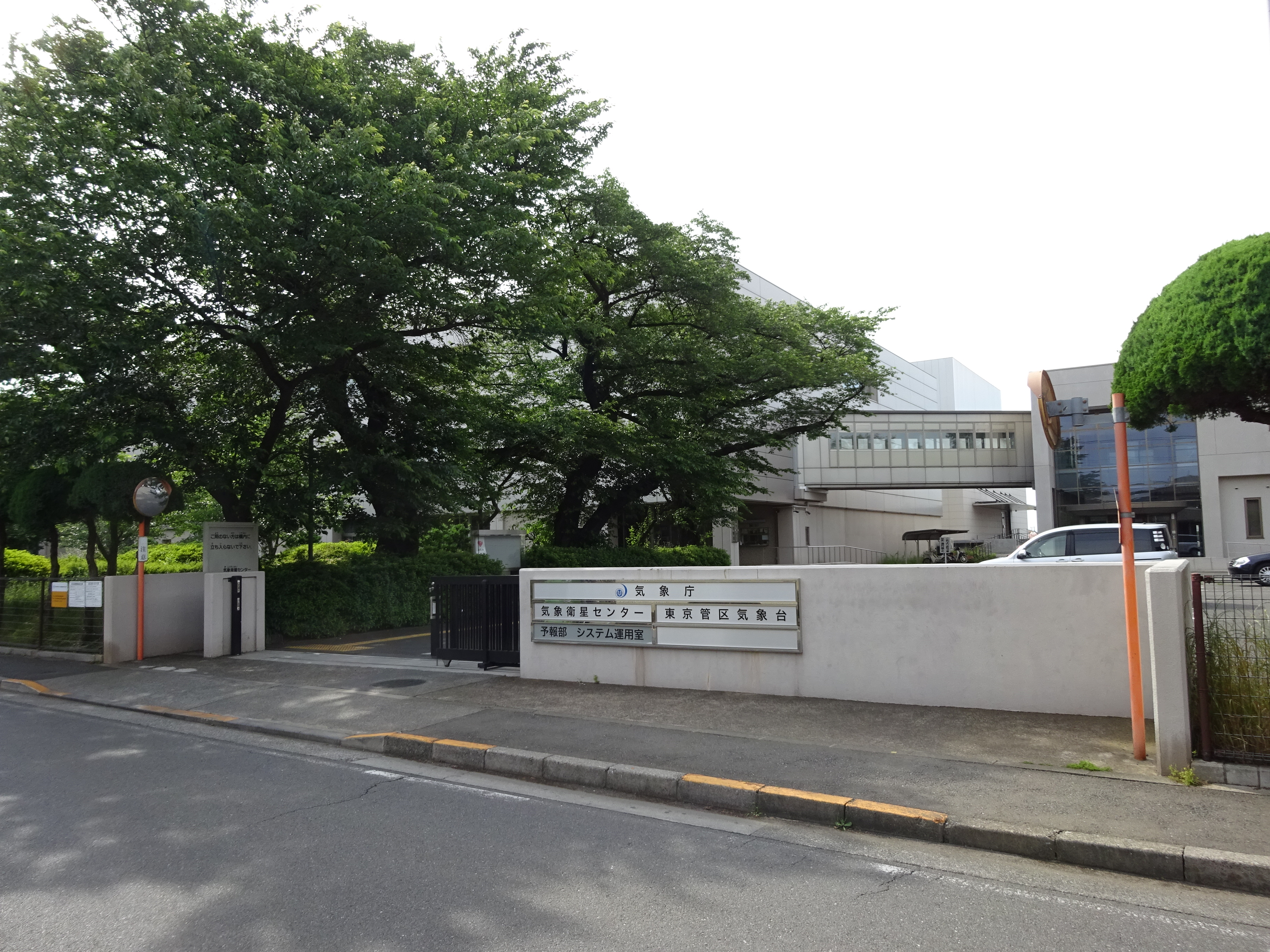
気象衛星センター（2020年5月）

気象衛星センター（きしょうえいせいセンター）は、気象庁本庁に付属する施設等機関の一つで、気象衛星からの観測データ受信及び気象衛星の運用を行う機関である。

## 概要
元々は、国際気象観測情報の送受信を行う気象通信所を起源とする。1968年にアメリカ海洋大気庁(略称：NOAA）の前身が打ち上げた極軌道気象衛星"ESSA-6号"の気象データ受信を開始。1977年4月1日付けで気象通信所を廃止して気象衛星センターに改組された。
気象衛星センターの主な業務は、極軌道及び静止軌道を周回する気象観測衛星のデータ受信を主たる任務とし、WMO条約に基づき日本で打ち上げ・運用を行う気象衛星の管理を行うことである。
当センターの敷地内には、情報基盤部情報通信基盤課システム運用室（スーパーコンピュータシステム「数値解析予報システム」）と東京管区気象台が併設されている。

## 沿革
- 1950年7月15日 - 気象通信所を埼玉県北足立郡大和田町（現：埼玉県新座市）から東京都北多摩郡清瀬村（現：東京都清瀬市）に移転。
- 1959年6月 - 数値解析予報システム (NAPS) を運用開始[1]
- 1968年8月20日 - アメリカ合衆国・極軌道気象衛星"ESSA-6号"の地球画像データ受信開始
- 1974年3月1日 - アメリカ海洋大気庁の極軌道気象衛星"NOAA-1号"の地球画像データ受信開始[2]。
- 1977年4月1日 - 気象通信所を廃止。静止気象衛星運用を目的として気象衛星センターを設置。
- 1977年9月8日 - 静止気象衛星「ひまわり」からの画像取得に成功
- 1983年7月1日 - 国際衛星雲気候計画（ISCCP）用のデータ提供開始
- 1984年6月1日 - 台風解析報(SAREP)業務開始
- 1988年1月1日 - 全球降水気候計画(GPCP）用データ提供開始
- 2010年9月29日 - ひまわり8号・9号の運用に係る「静止地球環境観測衛星の運用等事業」を気象衛星ひまわり運用事業株式会社（三菱UFJリース（当時）、日鉄ソリューションズ、宇宙技術開発、三菱電機）に委託（2030年3月まで）[3]
- 2018年4月1日 - 情報伝送部および気象衛星通信所を廃止

## 組織
- 総務部（省令第64条）
- データ処理部

## 一般見学
- 地方自治体などからの視察の場合には、事前予約で可能。
- 事前予約不要の「特別公開」は、気象月間中に土曜・日曜を利用して実施。2008年度は、施設耐震工事によって足場が悪いため中止。

## 所在地
- 東京都清瀬市中清戸三丁目235

## アクセス
- 西武池袋線清瀬駅北口から 徒歩約20分、または、バスで「気象衛星センター」下車すぐ。

## スーパーコンピュータシステム
気象庁情報基盤部は、気象衛星や全国各地の計測装置から取得したデータを処理し、精度の高い予報を行うため、スーパーコンピュータシステム「数値解析予報システム」(NAPS; Numerical Analysis and Prediction System) を構築・運用している。同システムは、気象衛星センター敷地内に設置されている。
最新のシステムは Cray XC50 を主系システムとし、18ペタFLOPS（1秒間に1.8京8000兆回の浮動小数点演算が行える）の演算能力をもつ、日立製作所製のスーパーコンピュータシステム「第10世代数値解析予報システム」(NAPS10) である。2018年5月16日に日立製作所が構築・納入を発表、同年6月5日より運用開始。それまで使用していたスーパーコンピュータシステムからは6年ぶりの更新となり、主系システムの総理論演算性能で従来比21倍、システム全体で従来比10倍の処理能力をもつ。導入費用40億円、計画運用期間は2023年までの5年間で、年間12億円の運用コストを見込む。
本システムの導入により、降水短時間予報がそれまでの6時間先までから15時間先まで予報可能に、台風の風速や中心気圧はそれまでの3日先までから5日先まで予報可能になるなど、より長い期間の予報を高精度に行えるようになった。

## 附属施設
気象衛星通信所（2018年廃止）
- 所在地：埼玉県比企郡鳩山町大字大豆戸1440-1　(近所にJAXAの地球観測センターもある。)
- 現在は、気象衛星ひまわり運用事業株式会社主局アンテナサイトとなっている。
  - 気象衛星ひまわり運用事業の主局データセンター（東京都板橋区舟渡、日鉄ソリューションズデータセンター[6]）と専用線通信によって結ばれている。
  - 観測・通報局データは主局データセンターから気象衛星センターに伝送される。
  - 衛星からの電波の降雨減衰、通信・データ処理施設の障害、ネットワーク障害等に対応するため、気象衛星ひまわり運用事業は北海道江別市（株式会社北海道情報技術研究所）で副局アンテナサイト・データセンターを運用している。

### 管理運営機関
- 気象庁

### 運用担当
- 気象衛星

### 歴史
- 大和田通信所